# 50,000,000 Elvis Fans Can’t Be Wrong
50,000,000 Elvis Fans Can’t Be Wrong: Elvis’ Gold Records – Volume 2 (с англ. — «50 миллионов поклонников Элвиса не могут ошибаться: Золотые пластинки Элвиса — Выпуск 2») — альбом-компиляция американского певца Элвиса Пресли; представляет собой собрание хит-синглов 1957—59 гг. Альбом занял 31-е место в американском хит-параде.

## Обзор
Это уже третий сборник Пресли, вышедший в течение 1959 года: у RCA Records катастрофически не хватало нового материала (музыкант в то время служил в армии), последние студийные записи выходили в продажу через чётко отмеренные промежутки времени, под конец года других записей больше не было. В том же формате — компиляции последних хит-синглов — вышло ещё 4 выпуска.
В 1997 году вышло расширенное издание, в которое дополнительно включены 10 известных песен 1956—58 гг. (не обязательно с синглов).

## Обложка
Название, как обложка альбома с фотографией Пресли в костюме от Нуди Кон не раз становилась объектом пастиша и пародии для разных исполнителей, в том числе для антологий групп Bon Jovi, The Fall, альбома Dread Zeppelin и др. Само название — «50,000,000 Elvis Fans Can't Be Wrong» — было заимствовано из шлягера 1927 года «Fifty Million Frenchmen Can't Be Wrong». В данном случае 50 миллионов отсылает к количеству  пластинок Пресли, проданных на тот момент.

## Список композиций

### Оригинальная версия (1959)
1. I Need Your Love Tonight
2. Don't
3. Wear My Ring Around Your Neck
4. My Wish Came True
5. I Got Stung
6. One Night
7. A Big Hunk O’ Love
8. I Beg Of You
9. Fool Such As I
10. Doncha’ Think It’s Time

Форматы: грампластинка, компакт-диск, аудиокассета

### Расширенная версия (1997)
1. A Big Hunk O’ Love
2. My Wish Come True
3. (Now and Then There’s) A Fool Such as I
4. I Need Your Love Tonight
5. Don't
6. I Beg Of You
7. Santa Bring My Baby Back (To Me)
8. Santa Claus Is Back In Town
9. Party
10. Paralyzed
11. One Night
12. I Got Stung
13. King Creole
14. Wear My Ring Around Your Neck
15. Doncha’ Think It’s Time
16. Mean Woman Blues
17. Playing for Keeps
18. Hard Headed Woman
19. Got a Lot o’ Livin’ to Do!
20. (There’ll Be) Peace In The Valley (For Me)

Форматы: компакт-диск